# Salome Moraa
Salome Moraa Orenge (* 4. März 1998) ist eine kenianische Speerwerferin.

## Sportliche Laufbahn
Erste internationale Erfahrungen sammelte Salome Moraa bei den Afrikaspielen 2019 in Rabat, bei denen sie mit einer Weite von 48,79 m den sechsten Platz belegte.
2019 wurde Moraa kenianische Meisterin im Speerwurf.